# Blackburneus clipealis
Blackburneus clipealis är en skalbaggsart som beskrevs av S. Endrödi 1964. Blackburneus clipealis ingår i släktet Blackburneus och familjen Aphodiidae. Inga underarter finns listade.